# شراب عرق الذهب
شراب عرق الذهب هو دواء كان يستعمل في ما مضى كشراب للسعال ولتحفيز التقيؤ. ويتم الحصول عليه من الريزومات المجففة لجذور أحد أنواع نبات عرق الذهب ومنه اشتق اسم هذا الدواء.

## روابط خارجية
- AAP policy on Poison Treatment in the Home نسخة محفوظة 16 فبراير 2012 على موقع واي باك مشين.
- Chemical Poisoning and Syrup of Ipecac[وصلة مكسورة]